# Алексеевка (Белокуракинский район)
Алексе́евка (укр. Олексі́ївка) — село, относится к Белокуракинскому району Луганской области Украины.

## История
Слобода Алексеевка являлась центром Алексеевской волости Старобельского уезда Харьковской губернии Российской империи.
В 1989 году здесь были построены ясли-детсад на 50 мест.
Население по переписи 2001 года составляло 707 человек.

## Известные уроженцы
- Григоренко, Михаил Георгиевич — генерал-лейтенант, Герой Советского Союза.

## Местный совет
92242, Луганська обл., Білокуракинський р-н, с. Олексіївка  (укр.)